# Ronde van Burgos 2023 (mannen)
De 45e editie van de Ronde van Burgos voor mannen vond plaats van 15 tot 19 augustus. De wedstrijd maakte deel uit van de UCI ProSeries 2023. Titelverdediger Pavel Sivakov werd opgevolgd door de Sloveen Primož Roglič, die tevens twee van de vijf etappes won.

## Etappe-overzicht
| Etappe | Datum       | Start                | Finish                                      | Type           | Afstand | Winnaar          | Klassementsleider |
| ------ | ----------- | -------------------- | ------------------------------------------- | -------------- | ------- | ---------------- | ----------------- |
| 1      | 15 augustus | Villalba de Duero    | Burgos                                      | Vlakke rit     | 161 km  | Sebastián Molano | Sebastián Molano  |
| 2      | 16 augustus | Oña                  | Poza de la Sal                              | Ploegentijdrit | 13,1 km | Team Jumbo-Visma | Attila Valter     |
| 3      | 17 augustus | Sargentes de la Lora | Villarcayo de Merindad de Castilla la Vieja | Heuvelrit      | 183 km  | Primož Roglič    | Primož Roglič     |
| 4      | 18 augustus | Santa Gadea del Cid  | Pradoluengo                                 | Vlakke rit     | 157 km  | Oier Lazkano     | Primož Roglič     |
| 5      | 19 augustus | Golmayo              | Lagunas de Neila                            | Bergrit        | 160 km  | Primož Roglič    | Primož Roglič     |

## Klassementenverloop
| Etappe       | Winnaar          | Algemeen klassement · | Puntenklassement · | Bergklassement ·  | Jongerenklassement · | Ploegenklassement |
| ------------ | ---------------- | --------------------- | ------------------ | ----------------- | -------------------- | ----------------- |
| 1            | Sebastián Molano | Sebastián Molano      | Sebastián Molano   | Xabier Berasategi | Xabier Berasategi    | BORA-hansgrohe    |
| 2            | Team Jumbo-Visma | Attila Valter         | Sebastián Molano   | Xabier Berasategi | Oier Lazkano         | Team Jumbo-Visma  |
| 3            | Primož Roglič    | Primož Roglič         | Aleksandr Vlasov   | Adam Yates        | Javier Romo          | UAE Team Emirates |
| 4            | Oier Lazkano     | Primož Roglič         | Aleksandr Vlasov   | Adam Yates        | Javier Romo          | UAE Team Emirates |
| 5            | Primož Roglič    | Primož Roglič         | Primož Roglič      | Adam Yates        | Javier Romo          | UAE Team Emirates |
| 0Eindstanden | 0Eindstanden     | Primož Roglič         | Primož Roglič      | Adam Yates        | Javier Romo          | UAE Team Emirates |

Mannen:
1946 · 1947 · 1948–1980 · 1981 · 1982 · 1983 · 1984 · 1985 · 1986 · 1987 · 1988 · 1989 · 1990 · 1991 · 1992 · 1993 · 1994 · 1995 · 1996 · 1997 · 1998 · 1999 · 2000 · 2001 · 2002 · 2003 · 2004 · 2005 · 2006 · 2007 · 2008 · 2009 · 2010 · 2011 · 2012 · 2013 · 2014 · 2015 · 2016 · 2017 · 2018 · 2019 · 2020 · 2021 · 2022 · 2023 · 2024 · 2025
Vrouwen:
2015 · 2016 · 2017 · 2018 · 2019 · 2020 · 2021 · 2022 · 2023 · 2024 · 2025
Ronde van San Juan ·
Ronde van Valencia ·
Clásica de Almería ·
Ronde van Oman ·
Ronde van de Algarve ·
Ruta del Sol ·
Faun Ardèche Classic ·
La Drôme Classic ·
Kuurne-Brussel-Kuurne ·
Trofeo Laigueglia ·
Milaan-Turijn ·
Nokere Koerse ·
GP Denain ·
Bredene Koksijde Classic ·
GP Industria & Artigianato-Larciano ·
Grote Prijs Miguel Indurain ·
Scheldeprijs ·
Brabantse Pijl ·
Ronde van de Alpen ·
Grote Prijs van Plumelec ·
Tro Bro Léon ·
Ronde van Hongarije ·
Vierdaagse van Duinkerke ·
Boucles de la Mayenne ·
Ronde van Noorwegen ·
Brussels Cycling Classic ·
Dwars door het Hageland ·
Ster ZLM Tour ·
Ronde van België ·
Ronde van Slovenië ·
Ronde van het Qinghaimeer ·
Ronde van Wallonië ·
Ronde van Burgos ·
Ronde van Denemarken ·
Arctic Race of Norway ·
Ronde van Duitsland ·
Maryland Cycling Classic ·
Ronde van Groot-Brittannië ·
Grote Prijs van Fourmies ·
Grote Prijs van Wallonië ·
Coppa Sabatini ·
Super 8 Classic ·
Ronde van het Taihu-meer ·
Ronde van Luxemburg ·
Circuit Franco-Belge ·
Ronde van Langkawi ·
Ronde van Emilia ·
Coppa Bernocchi ·
Ronde van de Drie Valleien ·
Ronde van het Münsterland ·
Ronde van Piemonte ·
Ronde van Hainan ·
Parijs-Tours ·
Ronde van Veneto ·
Japan Cup ·
Veneto Classic